# Planet Her
Planet Her é o terceiro álbum de estúdio da rapper e cantora estadunidense Doja Cat, lançado em 25 de junho de 2021, através da Kemosabe e RCA Records. O álbum foi produzido executivamente pela própria rapper ao lado do produtor frequente Yeti Beats, e apresenta participações especiais de Young Thug, Ariana Grande, The Weeknd, JID e SZA na edição padrão, bem como Eve e Gunna na edição deluxe. Intitulado após o planeta fictício concebido por Doja Cat, Planet Her é uma fusão de estilos pop, hip hop e R&B.
Doja Cat enfatizou o aspecto visual do Planet Her e o descreveu como seu projeto visualmente mais cativante até agora, associando seus videoclipes a diferentes locais do planeta. O álbum gerou cinco singles, "Kiss Me More" com SZA, "You Right" com The Weeknd, "Need to Know", "Woman" e "Get Into It (Yuh)". As quatro primeiras canções alcançaram o top 15 da Billboard Hot 100 e do UK Singles Chart. Planet Her alcançou o número um na Nova Zelândia e passou quatro semanas no número dois na parada Billboard 200 dos Estados Unidos. Alcançando o top 10 em vários outros países, terminou 2021 como o décimo álbum mais vendido em todo o mundo. O álbum também quebrou o recorde de maior estreia por uma rapper feminina no Spotify.
Após o lançamento, Planet Her foi recebido com críticas geralmente positivas de críticos de música, a maioria dos quais elogiou a versatilidade musical de Doja Cat e suas entregas vocais. O álbum foi indicado para Álbum do Ano e Melhor Álbum Vocal de Pop no 64º Grammy Awards, onde "Kiss Me More" também foi indicada para Gravação do Ano, Canção do Ano e Melhor Performance de Duo/Grupo Pop, vencendo nesta última e "Need to Know" foi indicada para Melhor Performance de Rap Melódico.

## Antecedentes e gravação
Doja Cat ganhou destaque em agosto de 2018 como uma "estrela de meme" e fenômeno da internet com a canção "Mooo!". Doja Cat lançou seu segundo álbum de estúdio Hot Pink em novembro de 2019 e passou a maior parte de 2020 promovendo seus singles. Em agosto de 2020, ela disse à MTV que seu terceiro álbum de estúdio então sem título incorporaria vários gêneros musicais e que cada canção tinha sua própria "personalidade". Mais tarde, em setembro de 2020, Doja Cat revelou que seu terceiro álbum de estúdio estava completo e "todo pronto" para lançamento. Ela também disse ao iHeartRadio em dezembro que tem vários recursos e colaborações, e que cada canção tem um "tipo diferente de vibe" uma da outra.
"Eu acho que no começo, eu estava apenas tentando ser sólida e o que uma artista pop já era: o que eu tinha visto na TV e o que eu achava que era a coisa certa a fazer, mas à medida que passo para o Planet Her, quero apresentar as coisas às pessoas em vez de apenas recriar e refazer. É apenas mais inspirador começar de um ponto mais inovador". – Doja Cat em uma entrevista com a Billboard.
Metade do álbum foi escrito no Havaí em fevereiro de 2019, onde Doja Cat estava de férias com sua empresária e co-escritora Lydia Asrat, se recuperando de um término recente. A gravação do álbum ocorreu principalmente sob as restrições de confinamento da pandemia de COVID-19, principalmente entre Doja Cat e o estúdio caseiro do produtor musical norte-americano Y2K,  The Sound Factory e Westlake Recording Studios em Los Angeles, Califórnia, com o engenheiro de gravação norte-americano Rian Lewis. Lewis afirma que Doja Cat produziu todos os seus próprios vocais de dentro da cabine "com precisão e intenção impecáveis", e que "cada harmonia, cada pilha enorme, cada Vocal de apoio em uma voz de personagem... essas são todas as ideias dela, 100%". Doja Cat divulgou prévias das faixas do álbum "Payday", "Ain't Shit" e "Love to Dream" durante transmissões ao vivo no Instagram em abril de 2020, maio de 2020 e maio de 2021, respectivamente. Ela gravou os vocais finais para a faixa de abertura, "Woman", um mês antes do lançamento do álbum.
Em abril de 2021, logo após confirmar seu título, Doja Cat disse que Planet Her é o primeiro disco que "parece totalmente seu" e que "em vez de se esforçar para ser um certo tipo de estrela pop, ela está simplesmente incorporando uma". Ela disse que, como seu álbum anterior Hot Pink (2019), cada canção seria distintamente diferente uma da outra, mas haveria mais coesão no Planet Her em oposição ao Hot Pink. Antes de seu lançamento, Doja Cat expressou sua empolgação em lançar música R&B e "explorar caminhos diferentes", descrevendo o álbum como "inacreditável".

## Conceito

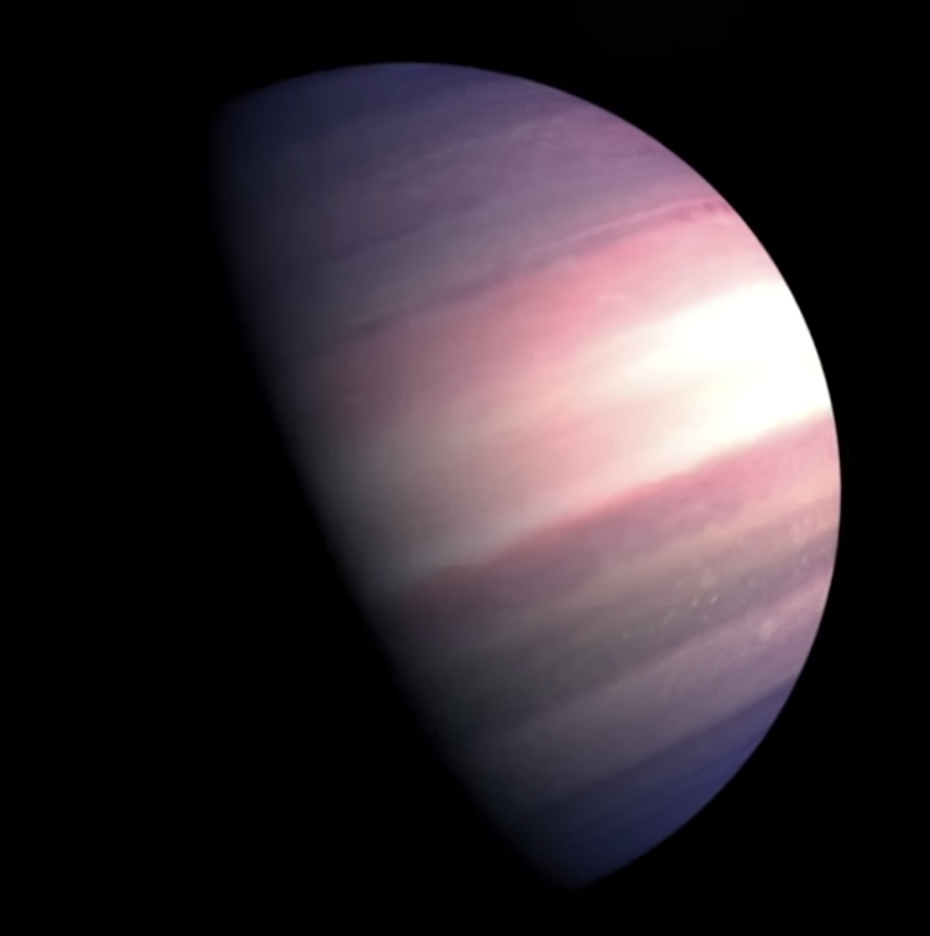
Doja Cat se inspirou nos "looks exuberantes" do TOI 1338 b enquanto imaginava o conceito visual de Planet Her.

Doja Cat explicou que o Planet Her é "o centro do universo" onde "existem todas as raças do espaço e é onde todas as espécies podem estar em harmonia". Ela observou que ao nomear o álbum Planet Her, ela estava "apenas tentando ser fofa" e esclareceu que não é um planeta para mulheres nem uma "coisa feminista". Os videoclipes dos singles do álbum ocorrem em diferentes locais do planeta, e visam explorar os respectivos aspectos desses locais e o que eles significam. Em entrevista ao iHeartRadio, ela descreveu o álbum como o projeto visualmente mais cativante que ela já fez e observou que, como o álbum se concentra em relacionamentos, "não é uma grande declaração, não é uma declaração política. É apenas Planet Her, para garotas".
"Eu queria ir além do que eu entendia [ou] o que eu conhecia como estética pop ou estética do rap [etc.]. Eu queria literalmente viajar para fora do planeta. Quando se trata de vídeos e escolha de palavras e melodias e combinações musicais, eu queria que fosse diferente. Eu queria que parecesse de outro mundo. Então, eu acabei de chamá-lo de Planet Her". – Doja Cat sobre a inspiração por trás do título do álbum em entrevista à MTV News.
O diretor criativo Brett Alan Nelson revelou que inicialmente se sentiu preocupado quando Doja Cat disse a ele que queria que o álbum "parecesse a era espacial", no entanto, ele ainda explicou: "Estamos fazendo um estilo de futurismo que parece fresco. Não sabemos o que nosso futuro nos reserva, então estamos fazendo o que é o futuro de Doja Cat. Não parece que estamos prestando homenagem a algo; não parece que estamos no mesmo quadro do Pinterest que todos os outros".

### Capa
A capa do álbum foi fotografada pelo fotógrafo comercial norte-americano David LaChapelle. Encontra Doja Cat "audaciosamente reivindicando seu lugar entre as estrelas" e "flutuando em um mar do espaço sideral, seu corpo adornado com brilhos e tintas enquanto ela aparece em estado de êxtase". Houve uma série de fotos diferentes tiradas em diferentes sets, mas Doja Cat escolheu a foto final como era sua ideia inicial e se sentiu definida desde o início. Embora pareça que ela está voando na imagem, Doja Cat afirma que ela está submersa na rocha depois de ter caído do espaço, mas disse que "deixou para sua interpretação".

## Composição
Planet Her é principalmente um disco pop, hip hop e R&B. Ele incorpora elementos musicais de uma ampla gama de gêneros, como afrobeat, reggaeton, hyperpop, pop-rap, urbano, disco, trap, funk, mumble rap, bubblegum e dancehall. O álbum contém canções que abrangem temas como sexo, relacionamentos, arrependimento, luxúria, solidão, riqueza, feminilidade divina, fidelidade e estranhamento. O álbum abre com uma série de faixas "estranhas", "divertidas" e "otimistas" e na segunda metade, o ritmo diminui principalmente para as faixas mais "introspectivas" e Doja Cat "vai de seu habitual lirismo atrevido para experimentar canções de ninar apaixonadas e baladas de desgosto, permitindo que a música desacelere e uma nova vulnerabilidade surja". No entanto, um crítico escreveu que na superfície, o álbum é "quase inteiramente mid-tempo e definido por uma certa leveza de toque".
A faixa de abertura, "Woman", é "uma ode empoderadora e descarada à feminilidade e à diversidade feminina", que também explora os pensamentos, emoções e problemas de ser mulher. Uma canção afrobeat brilhante, sexy e de alta energia, foi co-escrita pelo rapper norte-americano Jidenna, que também fornece vocais de fundo para a faixa. Na letra, Doja Cat também detalha como o patriarcado muitas vezes tenta criar competição colocando as mulheres umas contra as outras, e assim faz uma referência a Regina George de Meninas Malvadas (2004). Os críticos compararam sua entrega vocal na faixa com a de Rihanna (a quem ela cita na canção) e sua entrega de rap "gravemente" com a de Kendrick Lamar e Anderson .Paak. "Naked" apresenta um ritmo de reggaeton "sedutor" e "arejado" que se baseia no dancehall e é liderado por uma performance vocal "sensual". Foi descrita como uma "faixa lasciva e revigorante, cheia de letras paqueradoras" que convidam seu parceiro a ser brincalhão através de cantadas cômicas, sem se importar se os outros tropeçam nelas. Os críticos observaram que a canção é uma exploração da "ansiedade da intimidade" e também funciona como "um modo de se sentir confiante com seu próprio corpo e sexualidade", o que promove a ideia de que "não é anormal que as pessoas sejam abertamente sexual". Tanto "Woman" quanto "Naked" são conduzidos por tambores de aço e baixo pulsante. A terceira faixa, "Payday", com o rapper norte-americano Young Thug, é uma canção hyperpop e digicore "rápida e cintilante" conduzida por cravo "complexo, barroco" e "falsete infantil" de ambos os artistas, que canaliza "euforia trap-pop vertiginosa". Doja Cat celebra sua riqueza e fama em um registro alto, e canta notavelmente "Eu simplesmente não posso acreditar que consegui o que queria toda a minha vida". Vários críticos escreveram que, como "o rei das entregas vocais deliciosamente estranhas", Young Thug era a combinação perfeita e única para a "energia artística-legal" de Doja Cat, a quem ele apenas "supera" em seu "impressionantemente estranho, vozes altas tensas".
Uma canção de rap "estilo esganiçada" com produção "defeituosa", "brilhante" e "peculiar" influenciada por dancehall e bubblegum, "Get Into It (Yuh)" é uma homenagem à rapper trinidadiana Nicki Minaj, a quem Doja Cat agradece diretamente por "abrir o caminho para sua carreira de pop-rap polida" dizendo "Obrigado Nicki, eu te amo!" no final da canção. Minaj foi convidada para participar de "Get Into it (Yuh)", mas sentiu que não poderia melhorar ou trazer algo único para o álbum. "Need to Know" é um "doce sexual" que encontra Doja Cat fantasiando sobre seus desejos sexuais em uma armadilha "gelada" e instrumental de R&B. Ao longo da canção, o "fluxo denso de tripletos de Doja Cat está em camadas sobre a produção disco futurista, seguindo perfeitamente em uma melodia OVNI eletrônica disjunta, enfatizando o tema espacial de [Planet Her]". A cantora Ariana Grande foi descrita como um "plano de R&B leve", uma "balada pop-rap perfeita" e uma "masterclasse na vibração arejada de R&B" encontrada na maior parte do trabalho de Grande. Sua produção "revestida de doces" é impulsionada por "xilofone caprichoso" e "baixo explosivo", o que faz com que pareça "quase tropical". "Love to Dream" é uma balada pop e R&B da era espacial, etérea e melancólica, conduzida por uma guitarra abatida e distorcida e os vocais altos de "falseto cristalino" de Doja Cat. A canção é sobre "fantasiar e relembrar sobre um ex" que se sentiu inadequado por causa da "propensão de Doja Cat para pensar", então ela explica como "sua incapacidade de sair da própria cabeça acabou levando à lenta dissolução de seu romance" e é por isso que ela "se arrepende por não ser uma parceira melhor após o término".
A brilhante produção midtempo em "Imagine" combina uma linha de baixo trap com música tradicional do leste asiático. Doja Cat canta sobre o luxo e a alta vida e reflete sobre como, para chegar lá, ela teve que superar obstáculos como pessoas que não acreditavam nela.  A penúltima canção, "Alone" é "um número acústico solitário no topo em que [Doja Cat] aprende a aceitar sua solidão". Impulsionado por uma guitarra acústica clássica e descontraída e ecos de barítono angustiados e operísticos, lembra uma mistura de pop e R&B dos anos 2000, que foi notada como influenciada pelas obras do produtor musical norte-americano Timbaland. A faixa final da edição padrão, "Kiss Me More" com a cantora norte-americana SZA, é uma ode ao beijo com influência da discoteca. Descritos como "alegres", "flertantes" e "atrevidos", os versos de ambos os artistas "dão lugar ao verdadeiro tesão" e "mostram que o romance e o sexo juntos podem ser açucarados e picantes ao mesmo tempo". Uma das faixas bônus da edição deluxe, "Tonight" com a rapper norte-americana Eve, é um "dueto furtivo" que ocorre sobre "guitarras dedilhadas, sinos e uma batida sobressalente".

## Lançamento e promoção
Doja Cat introduziu o termo "Planet Her" em agosto de 2020 durante a sequência de abertura de sua apresentação no MTV Video Music Awards de 2020, onde ela se passou por um comentarista de televisão e afirmou "Se apresentando ao vivo no Planet Her, Doja Cat. Aproveite!". No final de dezembro de 2020, Doja Cat começou a especular o álbum no Twitter, usando a frase "Planet Her 2021" ao longo de algumas semanas. Em 5 de janeiro de 2021, Doja Cat seguiu oito músicos em sua conta no Twitter, e posteriormente tweetou "Seguindo-os por uma razão. Adivinhe por quê"., Aludindo a colaborações com os artistas seguidos.
O título do álbum, Planet Her, foi confirmado em uma entrevista à revista norte-americana V em março de 2021. A existência da faixa do álbum "Kiss Me More", com SZA, foi confirmada na mesma entrevista. No mês seguinte, Doja Cat revelou que a canção "You Right" com The Weeknd serviria como o segundo single do Planet Her em uma entrevista de capa com a Billboard. A existência da faixa "Need to Know" também foi revelada ao mesmo tempo. Depois de anunciar o lançamento desta canção como single promocional em 9 de junho, Doja Cat usou as redes sociais para anunciar a data de lançamento do álbum e revelar a capa e a lista de faixas em 10 de junho. O álbum foi disponibilizado para pré-venda em 11 de junho, no mesmo dia em que "Need to Know" foi lançada.
Planet Her foi lançado mundialmente em 25 de junho de 2021 à meia-noite, horário local, através da Kemosabe e RCA Records, o terceiro de Doja Cat a ser lançada sob este contrato. A edição padrão foi lançada em download digital e streaming, com um lançamento limitado de alguns CDs na loja online da Doja Cat. Uma edição deluxe do álbum foi lançada dois dias depois, em 27 de junho, para formatos de download digital e streaming. A edição deluxe foi lançada em formato de CD internacionalmente em 10 de dezembro de 2021. O vinil da edição deluxe foi lançado em 27 de maio de 2022.

### Singles
"Kiss Me More", com participação de SZA, foi lançada como o primeiro single do álbum em 9 de abril de 2021. A canção foi enviada para rádios pop, rádios rhythmic e rádios adult contemporary nos Estados Unidos, bem como em formatos de rádios na Rússia e na Itália. Ela liderou as paradas na Nova Zelândia, Malásia e Singapura, e também alcançou o top 5 em vários outros países, como Estados Unidos (nº 3), Canadá (nº 5), Reino Unido (nº 3), Austrália (Nº 2) e Irlanda (Nº 2). A canção também se tornou a segunda canção de Doja Cat a alcançar o número um nas paradas Rhythmic e Mainstream Top 40 da Billboard nos EUA. A canção recebeu certificações em vários países, incluindo Austrália, Brasil, França, Nova Zelândia e Reino Unido.
"You Right" com The Weeknd foi lançada como o segundo single oficial em conjunto com Planet Her e seu videoclipe dirigido por Quentin Deronzier em 25 de junho de 2021. A canção estreou no número 11 nos Estados Unidos, Austrália e Irlanda, e alcançou o top 10 no Canadá (nº 10), Nova Zelândia (nº 6) e Reino Unido (nº 9).
"Need to Know" foi inicialmente lançada como o primeiro single promocional do disco em 11 de junho de 2021, depois de ter sido anunciada dois dias antes. Depois de ganhar força no TikTok, impactou as rádios rhythmic como o terceiro single do álbum em 31 de agosto de 2021. Seu videoclipe correspondente foi dirigido pela dupla Miles & AJ e apresenta aparições da musicista canadense Grimes e da atriz norte-americana Ryan Destiny. A canção alcançou a sexta posição na Billboard Global 200, bem como o top 10 na Austrália, Nova Zelândia, Irlanda e Estados Unidos.
A faixa "Woman" começou a ganhar popularidade no TikTok em agosto de 2021, depois que um desafio de dança foi criado por Tracy Joseph. Isso levou a faixa a entrar novamente na Billboard Hot 100 dos EUA na posição 84, chegando ao 7.º lugar em maio de 2022. No Reino Unido, a canção estreou na UK Singles Chart na posição 26, chegando a posição 13. Eventualmente, foi lançada como o quarto single, impactando as rádios da Itália em 1 de outubro de 2021, e as rádios rhythmic dos EUA em 11 de janeiro de 2022.
Em 31 de janeiro de 2022, o videoclipe da canção "Get Into It (Yuh)" dirigido por Mike Diva foi lançado. A canção se tornou um single em 11 de março de 2022, depois de ser enviada para rádios da Itália através da Sony Music, bem como rádios rhythmic dos EUA em 29 de março de 2022, e rádios pop dos EUA em 5 de abril de 2022.

#### Outras canções
Enquanto estava em uma transmissão ao vivo no Instagram em agosto de 2020, Doja Cat deu a entender seus planos de lançar a canção "Ain't Shit" como single sob o título "N.A.S", mas esse lançamento não se concretizou. Ela havia divulgando uma prévia da canção em outra transmissão ao vivo no Instagram no início de abril de 2020 e logo viralizou na plataforma de compartilhamento de vídeos TikTok. Com seu sucesso contínuo na plataforma após o lançamento do álbum, tornou-se o não-single mais bem sucedido, estreando em 24.º lugar na Billboard Hot 100 dos EUA.

### Apresentações ao vivo

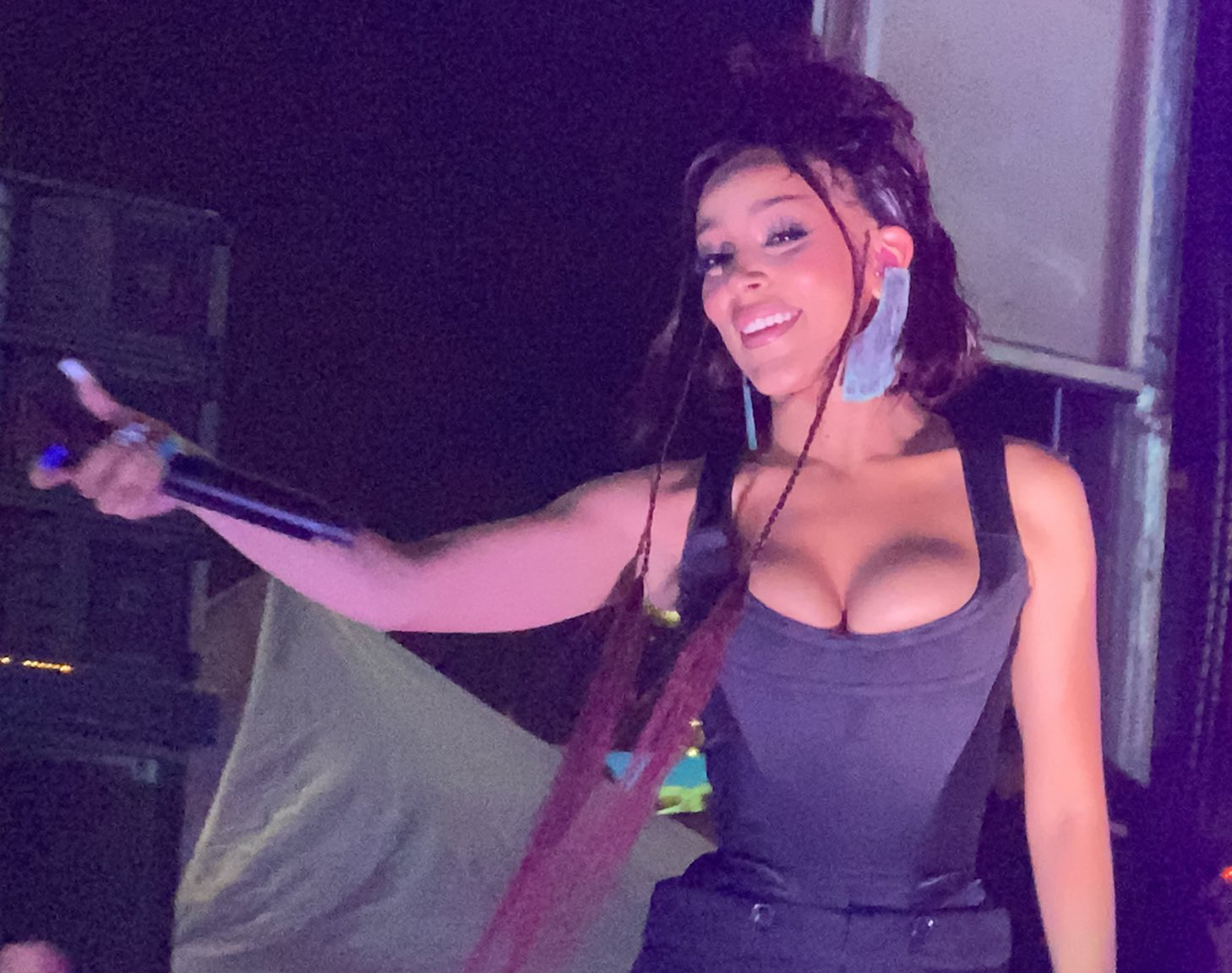
Doja Cat apresentou cinco canções do Planet Her pela primeira vez no show de Coney Island em 4 de julho de 2021.

Doja Cat apresentou uma versão solo de "Kiss Me More" pela primeira vez no evento inaugural do Triller Fight Club em abril de 2021. No Billboard Music Awards de 2021 em maio de 2021, Doja Cat e SZA cantaram a canção juntas. Doja Cat novamente apresentou uma versão solo da canção em um medley no iHeartRadio Music Awards de 2021 no final daquele mês. Durante um show virtual solo como parte da campanha "Unstaged" da American Express em junho de 2021, SZA apresentou seu verso da canção, bem como a introdução e o refrão geralmente cantados por Doja Cat. Ela a apresentou da mesma maneira durante um concerto virtual solo como parte da campanha "In Dream" de Grey Goose em 2 de julho de 2021.
Para comemorar o lançamento de Planet Her e o dia da Independência dos Estados Unidos, a empresa americana de música ao vivo The Day Party organizou um show de Doja Cat no Coney Art Walls, em Nova Iorque, em 4 de julho de 2021. Foi aqui que ela cantou cinco canções do disco, notavelmente estreando "Get Into It (Yuh)", "Ain't Shit", "Need to Know" e "Woman". A organização do concerto, no entanto, atraiu críticas de alguns participantes, que o compararam ao Fyre Festival e o consideraram uma "comédia de terror-drama". Em 10 de julho, ela continuou a comemorar o lançamento do álbum no E11even, uma boate privada em Miami, onde ela escorregou e caiu no palco e ganhou elogios por continuar com a performance. Ao longo de julho e agosto de 2021, a empresa de videoclipes Vevo realizou uma série de apresentações de Doja Cat de canções do Planet Her, todas filmadas em meio ao deserto da Califórnia; a performance da faixa do álbum "Ain 't Shit" foi publicada em 3 de julho, seguida por uma apresentação de "Love to Dream" em 6 de julho, e depois "Need to Know" em 6 de agosto. Doja Cat apresentou seis faixas do Planet Her durante o Made in America Festival em Filadélfia. Enquanto estava suspensa no ar na cerimônia do MTV Video Music Awards de 2021 no final daquele mês, ela cantou "Been Like This" pela primeira vez, seguida por uma versão solo de "You Right" com seu verso adicional do mix estendido.

## Análise da crítica
| Críticas profissionais | Críticas profissionais |
| Pontuações agregadas   | Pontuações agregadas   |
| Fonte                  | Avaliação              |
| ---------------------- | ---------------------- |
| AnyDecentMusic?        | 6.7/10                 |
| Metacritic             | 76/100                 |
| Avaliações da crítica  |                        |
| Fonte                  | Avaliação              |
| AllMusic               | [ 143 ]                |
| Clash                  | 7/10                   |
| Entertainment Weekly   | B+                     |
| Evening Standard       | [ 37 ]                 |
| Exclaim!               | 9/10                   |
| The A.V. Club          | C+                     |
| The Guardian           | [ 56 ]                 |
| NME                    | [ 47 ]                 |
| Pitchfork              | 7.8/10                 |
| Rolling Stone          | [ 43 ]                 |

Planet Her recebeu críticas geralmente positivas dos críticos de música. No Metacritic, que atribui uma pontuação normalizada de 100 a classificações de publicações, o álbum recebeu uma pontuação média de 76 com base em 14 críticas, indicando "críticas geralmente favoráveis". Os críticos expressaram que Doja Cat está "aqui para ficar", apesar de seu passado controverso e personalidade irreverente. A Rolling Stone escreveu que apesar de ser seu terceiro álbum, Planet Her "parece uma estreia". Exclaim! escreveu que não tem canções que você "quer pular" e que "mostra muitos lados de Doja, mas permanece coeso". The New Yorker expressou que traz sua "fluidez de gênero em síntese perfeita, com base no legado pop-rap estabelecido por sua antecessora Nicki Minaj". O The New York Times descreveu o disco como "pop estranho, excêntrico, brilhante e mercenariamente maximalista".
A qualidade da produção foi elogiada por vários críticos, mas alguns outros criticaram por perseguir tendências comuns do mainstream, com Loud and Quiet observando que o álbum "brilha quando Doja Cat segue seus impulsos em vez de tendências". Mais do que qualquer outra coisa, Doja Cat recebeu elogios por sua entrega vocal "elástica, rápida e muitas vezes propositalmente boba" e sua capacidade de alternar entre o rap e o canto. Ela também foi elogiada por sua capacidade de "mudança de forma" para combinar com os respectivos artistas em destaque, com Triple J observando que ao longo do álbum "Doja se mantém–um feito impressionante, considerando os perfis de ambos os colaboradores". Brandon Yu, do Mic, escreveu que Doja Cat "não está apenas se beneficiando do impulso de outra superestrela, mas também aprimorando a energia e a voz de sua personalidade para se misturar" com os respectivos artistas. Yu também descreveu Doja Cat como "o futuro do pop" e escreveu que Planet Her "cristaliza sua energia lúdica e sem esforço em um trabalho que muda de forma deliciosamente [...] ela consegue executar um conjunto variado de performances de troca de identidade em uma maneira que parece uma marca natural de seus talentos estudados e ecléticos, em vez de um exercício de perseguir tendências".
Safy-Hallan Farah da Pitchfork escreveu que "o terceiro álbum da estrela pop extremamente caótica é uma viagem emocionante que coloca seu ecletismo em plena exibição". Nick Levine da NME escreveu que Planet Her "é um álbum que transborda a confiança de uma artista que está abraçando sua fase imperial". Beats Per Minute descreveu Planet Her como "o tipo de álbum pop que deveria ser mais: brincalhão e psicodélico, rico em produção inteligente e cheio de performances carismáticas e camaleônicas". Alexis Petridis do The Guardian escreveu que "a abordagem alegre de Planet Her também tem suas limitações. Apesar de toda a sua relativa brevidade, ele cede no meio, graças a uma sucessão de baladas insubstanciais que mesmo tendo uma participação especial do The Weeknd não consegue resgatar do tédio". Craig Jenkins, do Vulture, descreveu Planet Her como o melhor álbum de Doja Cat até hoje e a descreveu como "nossa nova rainha do pop suprema".

## Reconhecimentos

### Prêmios e indicações
Doja Cat recebeu oito indicações no 64º Grammy Awards, incluindo Álbum do Ano e Melhor Álbum Vocal de Pop por Planet Her; Canção do Ano, Gravação do Ano e Melhor Performance de Duo/Grupo Pop por "Kiss Me More" com participação de SZA; e Melhor Performance de Rap Melódico por "Need to Know". "Kiss Me More" também ganhou nas categorias "Melhor Colaboração" no American Music Awards de 2021, no MTV Video Music Awards de 2021, e no MTV Europe Music Awards de 2021. O álbum recebeu uma indicação para Álbum do Ano no BET Awards de 2022.
| Ano  | Cerimônia               | Categoria                                 | Resultado | Ref.    |
| ---- | ----------------------- | ----------------------------------------- | --------- | ------- |
| 2021 | American Music Awards   | Álbum de R&B Favorito                     | Venceu    | [ 149 ] |
| 2021 | ARIA Music Awards       | Melhor Artista Internacional (Planet Her) | Indicada  | [ 153 ] |
| 2021 | Soul Train Music Awards | Álbum do Ano                              | Indicada  | [ 154 ] |
| 2021 | People's Choice Awards  | O Álbum de 2021                           | Indicada  | [ 155 ] |
| 2022 | XXL Awards              | Álbum do Ano                              | Indicada  | [ 156 ] |
| 2022 | Grammy Awards           | Álbum do Ano                              | Indicada  | [ 157 ] |
| 2022 | Grammy Awards           | Melhor Álbum Vocal de Pop                 | Indicada  | [ 157 ] |
| 2022 | Billboard Music Awards  | Melhor Álbum da Billboard 200             | Indicada  | [ 158 ] |
| 2022 | Billboard Music Awards  | Melhor Álbum de R&B                       | Venceu    | [ 158 ] |
| 2022 | BET Awards              | Álbum do Ano                              | Indicada  | [ 159 ] |

### Listas de fim-de-ano
Planet Her apareceu em muitas listas de melhores de final de ano, com vários críticos identificando-o como um dos melhores álbuns de 2021. A seguir, uma lista selecionada de publicações.
| Publicação         | Lista                                             | Posição  | Ref.    |
| ------------------ | ------------------------------------------------- | -------- | ------- |
| BBC Music          | Os 10 Melhores Álbuns de 2021                     | Incluído | [ 160 ] |
| Billboard          | Os 50 Melhores Álbuns de 2021                     | 5        | [ 161 ] |
| Complex            | Os Melhores Álbuns de 2021                        | 4        | [ 162 ] |
| Consequence        | Os 50 Melhores Álbuns de 2021                     | 13       | [ 163 ] |
| Dazed              | Melhores Álbuns de 2021                           | 4        | [ 164 ] |
| The Fader          | Os 50 Melhores Álbuns de 2021                     | 7        | [ 165 ] |
| Gay Times          | Os 10 melhores álbuns de 2021 por artistas LGBTQ+ | Incluído | [ 166 ] |
| Gigwise            | Os 51 Melhores Álbuns de 2021                     | 45       | [ 167 ] |
| Los Angeles Times  | Os 10 melhores álbuns de 2021                     | 8        | [ 168 ] |
| The New York Times | Os Melhores Álbuns de 2021 de Jon Caramanica      | 12       | [ 169 ] |
| NME                | Os 50 Melhores Álbuns de 2021                     | 50       | [ 170 ] |
| NPR Music          | Os 50 Melhores Álbuns de 2021                     | 31       | [ 171 ] |
| People             | Os 10 Melhores Álbuns de 2021                     | 7        | [ 172 ] |
| Rolling Stone      | Os 50 Melhores Álbuns de 2021                     | 21       | [ 173 ] |
| Rolling Stone      | Os 20 Melhores Álbuns de Hip-Hop de 2021          | 6        | [ 174 ] |
| Slant Magazine     | Os 50 Melhores Álbuns de 2021                     | 29       | [ 175 ] |
| Slant Magazine     | Os 15 Melhores Álbuns de Hip-Hop de 2021          | Incluído | [ 176 ] |
| XXL                | Melhores Projetos de Hip-Hop de 2021              | Incluído | [ 177 ] |

## Lista de faixas
| Planet Her — Edição padrão |                                                 |                                                                                                 |                                                           |         |  |
| N.º                        | Título                                          | Compositor(es)                                                                                  | Produtor(es)                                              | Duração |  |
| 1.                         | "Woman"                                         | Amala Dlamini Jidenna Mobisson Lydia Asrat David Sprecher Linden Jay Aaron Horn Ainsley Jones   | Yeti Beats Linden Jay Aynzli Jones [a] Crate Classics [a] | 2:52    |  |
| 2.                         | "Naked"                                         | Dlamini Kurtis McKenzie Alexander Shuckburgh Marcus Joons Daniel Tjäder                         | Kurtis McKenzie Al Shux                                   | 3:43    |  |
| 3.                         | "Payday" (com part. de Young Thug)              | Dlamini Jeffery Lamar Williams Ari Starace                                                      | Y2K                                                       | 3:33    |  |
| 4.                         | "Get Into It (Yuh)"                             | Dlamini Starace Sheldon Cheung                                                                  | Y2K Sully                                                 | 2:18    |  |
| 5.                         | "Need to Know"                                  | Dlamini Lukasz Gottwald                                                                         | Dr. Luke                                                  | 3:30    |  |
| 6.                         | "I Don't Do Drugs" (com part. de Ariana Grande) | Dlamini Grande Starace Cheung                                                                   | Y2K Sully                                                 | 3:09    |  |
| 7.                         | "Love to Dream"                                 | Dlamini McKenzie Jamil Chammas Khaled Rohaim Maciej Margol-Gromada Siddharth Mallick            | McKenzie Digi Khaled Rohaim                               | 3:36    |  |
| 8.                         | "You Right" (com The Weeknd)                    | Dlamini Abel Tesfaye Gottwald                                                                   | Dr. Luke                                                  | 3:06    |  |
| 9.                         | "Been Like This"                                | Dlamini Gerard A. Powell II Aaron Bow Sprecher Margaux Whitney                                  | Tizhimself Bow Yeti Beats [b]                             | 2:57    |  |
| 10.                        | "Options" (com part. de JID)                    | Dlamini Destin Route Starace Andrew Cohen                                                       | Y2K Mayer Hawthorne                                       | 2:39    |  |
| 11.                        | "Ain't Shit"                                    | Dlamini Powell Rogét Chahayed Sprecher McKenzie                                                 | Tizhimself Rogét Chahayed Yeti Beats [b] McKenzie [b]     | 2:54    |  |
| 12.                        | "Imagine"                                       | Dlamini Powell Michael Hector                                                                   | Tizhimself Mike Hector                                    | 2:28    |  |
| 13.                        | "Alone"                                         | Dlamini Sprecher Jay Antwoine Collins Geordan Reid-Campbell Laura Roy                           | Yeti Beats Jay [a] Troy Nöka [b]                          | 3:48    |  |
| 14.                        | "Kiss Me More" (com part. de SZA)               | Dlamini Sprecher Chahayed Powell Gottwald Solána Rowe Stephen Kipner Terry Shaddick Carter Lang | Chahayed Yeti Beats Tizhimself [b] Carter Lang [b]        | 3:28    |  |
| Duração total:             | Duração total:                                  | Duração total:                                                                                  | Duração total:                                            | 44:06   |  |

| Planet Her — Faixas bônus da edição deluxe |                                         |                                                               |                                 |         |  |
| N.º                                        | Título                                  | Compositor(es)                                                | Produtor(es)                    | Duração |  |
| 15.                                        | "You Right" (extendida; com The Weeknd) | Dlamini Tesfaye Gottwald                                      | Dr. Luke                        | 4:08    |  |
| 16.                                        | "Up and Down"                           | Dlamini Mckenzie Margol-Gromada Lee Stashenko                 | McKenzie Fallen                 | 2:31    |  |
| 17.                                        | "Tonight" (com part. de Eve)            | Dlamini Gottwald Taneisha Jackson Eve Jihan Cooper Rob Tewlow | Doja Cat Reef                   | 2:48    |  |
| 18.                                        | "Ride"                                  | Dlamini Sprecher iLana Armida                                 | Bandana Yeti Beats Ilana Armida | 2:56    |  |
| 19.                                        | "Why Why" (com part. de Gunna)          | Dlamini Starace Sergio Giavanni Kitchens                      | Y2K Sully                       | 2:58    |  |
| Duração total:                             | Duração total:                          | Duração total:                                                | Duração total:                  | 59:28   |  |

## Desempenho nas tabelas musicais
| Tabela (2021–2022)                      | Melhor posição |
| --------------------------------------- | -------------- |
| Alemanha (Offizielle Deutsche Charts)   | 29             |
| Austrália (ARIA)                        | 2              |
| Áustria (Ö3 Austria Top 40)             | 6              |
| Bélgica (Ultratop Valônia)              | 14             |
| Bélgica (Ultratop Flandres)             | 6              |
| Canadá (Billboard)                      | 2              |
| Dinamarca (Hitlisten)                   | 3              |
| Escócia (Official Scottish Albums)      | 58             |
| Eslováquia (ČNS IFPI)                   | 90             |
| Espanha (PROMUSICAE)                    | 13             |
| Estados Unidos (Billboard 200)          | 2              |
| Estados Unidos (Top R&B Albums)         | 1              |
| Estados Unidos (Top R&B/Hip Hop Albums) | 1              |
| Estados Unidos (Top Tastemaker Albums)  | 2              |
| Finlândia (Suomen virallinen lista)     | 5              |
| França (SNEP)                           | 13             |
| Irlanda (Official Irish Albums)         | 3              |
| Islândia (Plötutíðindi)                 | 5              |
| Itália (FIMI)                           | 14             |
| Lituânia (AGATA)                        | 1              |
| Noruega (VG-lista)                      | 2              |
| Nova Zelândia (RMNZ)                    | 1              |
| Países Baixos (Dutch Charts)            | 3              |
| Portugal (AFP)                          | 4              |
| Reino Unido (Official Albums Chart)     | 3              |
| Suécia (Sverigetopplistan)              | 2              |
| Suíça (Schweizer Hitparade)             | 11             |

| Tabela (2021)                           | Posição |
| --------------------------------------- | ------- |
| Austrália (ARIA)                        | 8       |
| Áustria (Ö3 Austria)                    | 56      |
| Bélgica (Ultratop Flandres)             | 54      |
| Bélgica (Ultratop Valônia)              | 111     |
| Canadá (Billboard)                      | 18      |
| Dinamarca (Hitlisten)                   | 17      |
| Espanha (PROMUSICAE)                    | 78      |
| Estados Unidos (Billboard 200)          | 20      |
| Estados Unidos (Top R&B/Hip-Hop Albums) | 8       |
| Irlanda (IRMA)                          | 17      |
| Itália (FIMI)                           | 93      |
| Noruega (VG-lista)                      | 7       |
| Nova Zelândia (RMNZ)                    | 5       |
| Países Baixos (Album Top 100)           | 15      |
| Reino Unido (UK Albums Chart)           | 18      |
| Suécia (Sverigetopplistan)              | 35      |

## Certificações
| Região                                                                                                  | Certificação | Vendas     |
| --- | ------------ | ---------- |
| Austrália (ARIA)                                                                                        | Platina      | 70,000‡    |
| Brasil (Pro-Música Brasil)                                                                              | Ouro         | 20,000‡    |
| Dinamarca (IFPI Dinamarca)                                                                              | Platina      | 20,000‡    |
| França (SNEP)                                                                                           | Ouro         | 50,000‡    |
| Itália (FIMI)                                                                                           | Ouro         | 25,000‡    |
| México (AMPROFON)                                                                                       | Ouro         | 70,000‡    |
| Nova Zelândia (RMNZ)                                                                                    | 2× Platina   | 30,000‡    |
| Noruega (IFPI Noruega)                                                                                  | Platina      | 20,000*    |
| Polônia (ZPAV)                                                                                          | Ouro         | 10,000‡    |
| Suíça (IFPI Suíça)                                                                                      | Ouro         | 10,000‡    |
| Reino Unido (BPI)                                                                                       | Ouro         | 100,000‡   |
| Estados Unidos (RIAA)                                                                                   | Platina      | 1,000,000‡ |
| * Vendas baseadas apenas na certificação ‡ Vendas+valores de streaming baseados apenas na certificação. |              |            |

## Histórico de lançamento
| Região      | Data                   | Formato(s)                    | Versão | Gravadora(s) | Ref.           |
| ----------- | ---------------------- | ----------------------------- | ------ | ------------ | -------------- |
| Várias      | 25 de junho de 2021    | CD download digital streaming | Padrão | Kemosabe RCA | [ 79 ] [ 233 ] |
| Várias      | 27 de junho de 2021    | Download digital streaming    | Deluxe | Kemosabe RCA | [ 1 ]          |
| Várias      | 10 de dezembro de 2021 | CD                            | Deluxe | Kemosabe RCA | [ 82 ]         |
| Reino Unido | 10 de dezembro de 2021 | CD                            | Deluxe | Kemosabe RCA | [ 234 ]        |
| Japão       | 19 de janeiro de 2022  | CD                            | Deluxe | Sony Music   | [ 235 ]        |
| Várias      | 27 de maio de 2022     | Vinil                         | Deluxe | Kemosabe RCA | [ 83 ]         |
| Reino Unido | 27 de maio de 2022     | Vinil                         | Deluxe | Kemosabe RCA | [ 236 ]        |